# Model amb estructura de filferro

Mostra de representació d'un cub de filferro, un icosaedre i una esfera aproximada

Un model de trama de filferro, també model de trama de filferro, és una representació visual d'un objecte físic tridimensional (3D) utilitzat en gràfics per ordinador en 3D. Es crea especificant cada vora de l'objecte físic on es troben dues superfícies llises matemàticament contínues, o connectant els vèrtexs constitutius d'un objecte mitjançant línies (rectes) o corbes. L'objecte es projecta a l'espai de la pantalla i es representa dibuixant línies a la ubicació de cada vora. El terme "marc de filferro" prové dels dissenyadors que utilitzen filferro metàl·lic per representar la forma tridimensional dels objectes sòlids. Els models informàtics de marc de filferro 3D permeten la construcció i manipulació de sòlids i superfícies sòlides. El modelatge de sòlids en 3D dibuixa de manera eficient representacions de sòlids de major qualitat que el dibuix lineal convencional.

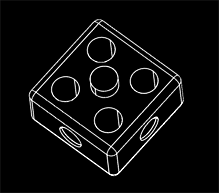
Imatge d'un objecte amb estructura de filferro, utilitzant l'eliminació de línies ocultes

L'ús d'un model d'estructura de filferro permet visualitzar l'estructura de disseny subjacent d'un model 3D. Les vistes bidimensionals tradicionals i els dibuixos/represes es poden crear mitjançant la rotació adequada de l'objecte i la selecció de l'eliminació de línies ocultes mitjançant plans de tall.
Atès que les representacions de trames de filferro són relativament senzilles i ràpides de calcular, sovint s'utilitzen en els casos en què es necessita una velocitat de fotogrames de pantalla relativament alta (per exemple, quan es treballa amb un model 3D particularment complex o en sistemes en temps real que modelen l'exterior). Quan es desitgi un major detall gràfic, les textures superficials es poden afegir automàticament després de la finalització de la representació inicial del marc de filferro. Això permet al dissenyador revisar ràpidament els sòlids o girar objectes a diferents vistes sense els llargs retards associats amb una representació més realista, o fins i tot el processament de cares i un simple ombrejat pla.

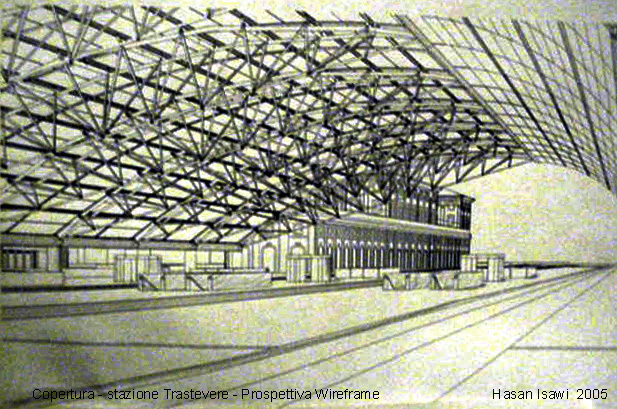
Perspectiva mostrada en una representació de filferro d'un projecte arquitectònic

El format de marc de filferro també és adequat i s'utilitza àmpliament en la programació de rutes d'eines per a màquines eina de control numèric directe (DNC).

Renderització de filferro d'un model 3D complex que representa una bata de bany

Les il·lustracions dibuixades a mà semblants a un marc de filferro es remunten al Renaixement italià. Els models de trama de filferro també es van utilitzar àmpliament als videojocs per representar objectes en 3D durant la dècada de 1980 i principis de 1990, quan els objectes 3D emplenats "correctament" haurien estat massa complexos per calcular-los i dibuixar-los amb els ordinadors de l'època. Els models de trama de filferro també s'utilitzen com a entrada per a la fabricació assistida per ordinador (CAM).
Hi ha tres tipus principals de models de disseny assistit per ordinador (CAD) en 3D; El marc de filferro és el més abstracte i el menys realista. Els altres tipus són de superfície i sòlid. El mètode de modelatge de filferro consisteix només en línies i corbes que connecten els punts o vèrtexs i, per tant, defineixen les vores d'un objecte.